# Постум Коміній Аврунк
Постум Коміній Аврунк (лат. Postumus Cominius Auruncus; ? — після 488 до н. е.) — військовий та політичний діяч Римської республіки.

## Життєпис
Походив з патриціанського роду Комініїв. Брав участь у повалені царської влади у Римі.
У 501 до н. е. був обраний консулом разом з Титом Ларцієм Флавом. У 497 до н. е. очолив церемонію освячення храму Сатурна.
У 493 до н. е. обраний консулом вдруге, цього разу разом з Спурієм Кассієм Вісцеліном. Воював з містом вольськів Коріолами. Узяв його в облогу. Залишивши частину військ на чолі з Титом Ларцієм в облоговому таборі, Коміній з іншими частинами зустрів свіжі загони ворога, що підійшли на підмогу городянам. Одночасно з міста була зроблена вилазка, але вона була відбита, а саме місто захоплено завдяки звитязі Гнея Марція, якому після перемоги, за пропозицією, Постума Комінія було присвоєно почесний когномен «Коріолан». Пізніше Аврунк висунув кандидатуру Коріолана на посаду консула, але не зміг змусити його упокорити свою пиху і різкість у промовах, через що виник конфлікт і Марція вигнали з Риму. Коли Коріолан у 488 до н. е. повернувся на чолі переможного ворожого війська, Коміній здійснив невдалу спробу відмовити його від штурму Риму. Можливо був спалений за участь у змові Спурія Кассія Вісцеліна.